# ابو محمد عدنانی
طَهَ صُبْحِي فَلَاحَة (زاده ۱۹۷۷–۳۰ اوت ۲۰۱۶) شناخته شده به اسم ابو محمد عدنانی الشامی (عربی: أَبُو مُحَمَّد ٱلْعَدْنَانِي ٱلشَّامِي)، سخنگوی رسمی و رهبر ارشد دولت اسلامی عراق و شام (داعش) بود. او به عنوان رئیس عملیات خارجی داعش شناخته می‌شد. وی بعد از رهبر آن ابوبکر البغدادی دومین رهبر ارشد دولت اسلامی بود همچین اولین کسی که توافق‌نامه سایکس–پیکو را درهم شکست. گزارش‌های رسانه ای در اوت ۲۰۱۶ حاکی از آن بود که وی مسئول واحد ویژه ای موسوم به Emni است که توسط دولت اسلامی در سال ۲۰۱۴ با هدف دوگانه پلیس داخلی و اجرای عملیات خارج از قلمرو دولت اسلامی تأسیس شد. او طی سال‌های ۲۰۰۵ تا ۲۰۱۰ در زندان‌های عراق زندانی بود.
در ۵ مه ۲۰۱۵، برنامه پاداش دادگستری وزارت امور خارجه ایالات متحده برای اطلاعاتی که منجر به دستگیری وی شود، پاداش حداکثر ۵ میلیون دلار اعلام کرد.
در ۳۰ اوت ۲۰۱۶، دولت اسلامی اعلام کرد العدنانی در استان حلب کشته شده‌است. تعدادی از نیروهای جنگنده مسئولیت مرگ العدنانی را بر عهده گرفتند. در ۱۲ سپتامبر ۲۰۱۶، وزارت دفاع ایالات متحده رسماً تأیید کرد که یک حمله هوایی ایالات متحده  باعث کشته شدن العدنانی شده‌است.

## مرگ
در ۳۰ اوت ۲۰۱۶، دولت اسلامی اعلام کرد که عدنانی در استان حلب کشته شد. فدراسیون روسیه ادعا کرد که عدنی در حمله هوایی روسیه در روز سه شنبه (۳۰ اوت ۲۰۱۶) کشته شده‌است. به‌طور مشخص، وزارت دفاع روسیه در تاریخ ۳۱ آگوست اعلام کرد که العدنانی در منطقه Maarat Umm Hawsh در حلب در اثر حمله هوایی بمب افکن روسی Su-34 کشته شد، حمله ای که گروه ۴۰ نفره را مورد اصابت قرار داد. در تاریخ ۱۳ سپتامبر، خبرگزاری ملی خارجی روسی اسپوتنیک نیوز ادعا کرد که اگرچه روس روسیه از وقایع «احتمال بیشتری» نسبت به پنتاگون دارد، اما این احتمال نیز وجود دارد که عدنی توسط رقبای دولت اسلامی کشته شده باشد، یا حتی ممکن است هنوز زنده باشد.
یک مقام دفاعی ایالات متحده که ناشناس است، گفت: «نیروهای ائتلاف یک حمله هوایی در الباب سوریه انجام دادند و یک رهبر ارشد داعش را هدف قرار دادند» و هنوز در تلاش بودند کشته شدن وی را تأیید کنند. یک مقام دفاعی ایالات متحده ادعای روسیه برای کشته شدن العدنانی را «مزخرف» و «جوک» خواند و گفت که آنها مطابق بیانیه ۳۰ آگوست مبنی بر کشته شدن وی توسط نیروهای آمریکایی ایستاده‌اند. همچنین، در اوایل روز ۳۰ اوت ۲۰۱۶، یک مقام اطلاعاتی ارتش ایالات متحده اظهار داشت که العدنانی چندین روز قبل زخمی شد و در اثر جراحات خود در الباب تسلیم شد.
عمار واقف، بنیانگذار و مدیر اتاق فکر گنوسوس، در مصاحبه ای با RT اظهار داشت که با توجه به نقش وی در تبلیغات دولت اسلامی و سطح عالی خود، مرگ العدنانی یک عقب‌گرد برای داعش است و افزود: «آنها [داعش] زمان می‌برد تا جای او را بگیرد، اما ما هنوز نباید شعارهای شادی بخوانیم، زیرا احتمالاً [داعش] فکر می‌کرد که برخی از آنها کشته شده‌اند و جایگزینی آنها در راه است.»
وزارت دفاع ایالات متحده در ۱۲ سپتامبر تأیید کرد که العدنانی در یک حمله هوایی در ۳۰ اوت در نزدیکی الباب کشته شده‌است.
پس از مرگ او تصویر العدنانی در جلد اولین شماره مجله تبلیغاتی جدید داعش به نام رومیه قرار گرفت که زندگی او را جهادی خواند و «شهادت» وی را ستود. بارها اعلام شد که کشته شدن العدنانی فقط داعش را تقویت خواهد کرد زیرا افراد زیادی هستند که راه او را دنبال کرده و جایگزین او شوند.